# جزيرة سيمبينغ
جزيرة سيمبينغ وهي جزيرة من جزر إندونيسيا، وتقع في إقليم كالمنتان الغربية.